# Jaźwiny (gmina Borowie)
Jaźwiny – wieś sołecka w Polsce położona w województwie mazowieckim, w powiecie garwolińskim, w gminie Borowie.
| SIMC    | Nazwa              | Rodzaj    |
| ------- | ------------------ | --------- |
| 1054245 | Borowie Poduchowne | część wsi |
| 0668821 | Falenica           | część wsi |
| 0668838 | Jaźwiny-Kolonia    | część wsi |

Wieś szlachecka położona była w drugiej połowie XVI wieku w powiecie garwolińskim  ziemi czerskiej województwa mazowieckiego. W latach 1975–1998 miejscowość należała administracyjnie do województwa siedleckiego.
Wierni Kościoła rzymskokatolickiego należą do parafii Świętej Trójcy w Borowiu.

## Potyczka pod Jaźwinami
We wrześniu 1939 roku została stoczona bitwa pod Jaźwinami między oddziałem polskim a armią niemiecką. W sobotę 16 września 1939 roku. We wsi Jaźwiny stacjonował oddział wojska polskiego, liczący około 300 żołnierzy pod dowództwem kapitana Czesława Wiścickiego. W godzinach popołudniowych od strony wsi Chromin nadleciał samolot niemiecki, okrążył wieś i odleciał z powrotem w kierunku Chromina. Kilka minut później nadjechał patrol niemiecki, którego dalszą jazdę powstrzymała warta wojska polskiego. Patrol uciekł i około godziny siedemnastej rozpoczął się atak wojsk niemieckich na wieś Jaźwiny. Niemcy przewyższali znacznie oddział liczebnie i wyposażeniem. Polacy dysponowali zaledwie dwoma działami, pięcioma karabinami typu CKM i kilkoma karabinami RKM. Posiadali również 8 koni. Oddział pod dowództwem kapitana Czesława Wiścickiego wyszedł ze wsi i zajął stanowiska bojowe na polu między Jaźwinami a Borowiem. W samych Jaźwinach usytuowano trzy stanowiska CKM-ów. Niemcy przypuścili atak z karabinów maszynowych, ostrzeliwując nie tylko oddział wojskowy, ale i wieś. Mimo olbrzymiej przewagi, Niemcy długo nie mogli zdobyć polskich pozycji. Stracili wielu żołnierzy, wielu zostało rannych. Ponieśli większe straty niż Polacy. Po około dwóch godzinach udało się nieprzyjacielowi rozbić oddział polski. Większość żołnierzy wycofała się, około 40 wzięli Niemcy do niewoli. Poległo na polu walki w obronie Ojczyzny dwudziestu czterech żołnierzy, a jeden został ranny. Okoliczna ludność pochowała ich na miejscu bitwy we wspólnej mogile.